# Aterm
Aterm ist ein VT100-Terminal-Emulator für das X Window System, vergleichbar mit xterm, rxvt oder Eterm. Die Software steht unter der GNU General Public License und wird von den meisten Linux-Distributionen sowie vielen anderen freien unixoiden Systemen im Rahmen der jeweiligen Paketverwaltung bereitgestellt.
Codebasis für das Programm war Version 2.4.8 von rxvt aus dem Jahre 1999. Die Software wird im Wesentlichen im Rahmen des AfterStep-Projektes entwickelt. Dennoch ist aterm nicht auf ein installiertes AfterStep angewiesen. Obwohl aterm in diesem Sinne von AfterStep unabhängig ist und mit verschiedensten Fenstermanagern eingesetzt werden kann, sind Teile der Funktionalität nur im Zusammenhang mit AfterStep nutzbar. Dazu gehören etwa Features wie die Beeinflussung der Erscheinung durch AfterStep Themes.
aterm unterstützt Pseudotransparenz. Im Gegensatz zu anderen Terminal-Emulatoren wie xterm oder urxvt wird allerdings kein UTF-8 unterstützt.
Anfang 2008 wurde die Entwicklung von aterm eingestellt, urxvt ist seitdem der bevorzugte Terminal-Emulator des AfterStep-Projekts.